# Мукаи Кёрай
Мукаи Кёрай (яп. 向井 去来, 1651, Нагасаки — 8 октября 1704, Киото) — японский поэт, ученик и друг Мацуо Басё. Он также известен как Ракусися (яп. 落柿舎).

## Биография
Родился в Нагасаки в семье учёного-конфуцианца и врача. В восьмилетнем возрасте вместе с семьёй переехал в Киото. В 1666 году стал приёмным сыном своего дяди, Кумэ Масуаки, и переехал с ним в Фукуоку, где учился воинскому искусству.
В 1675 году вернулся в Киото, где помогал старшему брату, унаследовавшему практику отца, совершенствовался в воинском искусстве и в качестве учёного-конфуцианца, продолжателя семейных традиций, был принят при дворе. Позже увлёкся поэзией, на первых порах уделял много времени изучению классической вака, но вскоре познакомился с Басё и, примкнув к его школе, стал профессиональным поэтом хайку. Много путешествовал.
Помимо сборников многочисленных трёхстиший, оставил поэтический трактат «Кёрайсё» (1702), в котором обобщил всё когда-либо услышанное о поэтическом искусстве. Трактат этот представляет собой богатейший материал для исследования поэтических принципов Басё.